# Marklowice
Marklowice (niem. Marklowitz) – wieś w Polsce położona w województwie śląskim, w powiecie wodzisławskim, siedziba gminy Marklowice. Historycznie na Górnym Śląsku.
W latach 1975–1994 miejscowość była dzielnicą Wodzisławia Śląskiego, zaś w latach 1995–1998 administracyjnie należała do województwa katowickiego.

## Opis
Położona na pagórkowatym obszarze Płaskowyżu Rybnickiego. Najstarsze zapiski dotyczące wsi pochodzą z przełomu XIII i XIV wieku, co czyni ją jedną z najstarszych miejscowości ziemi wodzisławskiej. Historia Marklowic ściśle łączy się z dziejami sąsiedniego Wodzisławia.
Obecnie liczą około 5200 mieszkańców. Powierzchnia gminy to 14 km². W miastach i gminach bezpośrednio otaczających Marklowice mieszka ponad 400 tysięcy ludzi. Gmina należy do stowarzyszeń skupiających gminy, które mają wspólne problemy w zakresie komunikacji, prowadzonej na ich terenie działalności górniczej i przemysłowej oraz związanej z tym restrukturyzacji rynku zatrudnienia, mających wspólne cele w zakresie ochrony dziedzictwa kulturowego. Organizacje te to Stowarzyszenie Gmin Górniczych w Polsce, Związek Gmin i Powiatów Subregionu Zachodniego Województwa Śląskiego, Euroregion Silesia oraz w Śląski Związek Gmin i Powiatów. 
W gminie działają: grający w klasie okręgowej klub piłkarski Polonia Marklowice, Towarzystwo Miłośników Marklowic, chór „Spójnia”, Koło Gospodyń Wiejskich, Klub Hodowców Drobnego Inwentarza. W gminie działa też Uczniowski Międzyszkolny Klub Sportowy mogący poszczycić się wieloma sukcesami osiąganymi w skali kraju w biegach narciarskich. Wydawany jest też dwumiesięczny biuletyn samorządowy - „Kurier Marklowicki”. Do najważniejszych imprez organizowanych w gminie należy zaliczyć Dni Marklowic, Dożynki, Karczmę Piwną, Biesiadę Śląską, oraz cykl wakacyjnych spotkań przy muzyce „Letnie Granie i Śpiewanie”. 
Poza tym w gminie działa około 250 podmiotów gospodarczych. W przeciągu swojego krótkiego istnienia (od 30 grudnia 1994 r.) gmina Marklowice zaliczona została do „Złotej Setki” gmin najbardziej dynamicznie rozwijających się w rankingu sporządzonym przez „Rzeczpospolitą”. By zachować ten poziom rozwoju, gmina przygotowała ofertę terenów pod lokalizację inwestycji przemysłowych i usługowych: w 1999 r. opracowany został projekt Strefy Aktywności Gospodarczej - SAG. Strefa położona jest w środkowo-wschodniej części gminy, przy drodze wojewódzkiej nr 932, prowadzącej ruch tranzytowy z Katowic i innych miast Górnośląskiego Okręgu Przemysłowego do granicy państwa w Chałupkach. Natężenie ruchu na tej drodze dochodzi do 10 000 pojazdów na dobę. Strefa położona jest też w niewielkiej odległości od autostrad: A1 - Gdańsk-Łódź-Ostrawa, która osiągana jest w węzłach: „Świerklany” i „Mszana” (odległość od obydwu węzłów to ok. 4 km) oraz A4 Wschód-Zachód (odległość od węzła w Gliwicach-Sośnicy 40 km). Teren Strefy uzbrajany jest przy współudziale środków finansowych Unii Europejskiej.

## Części miejscowości
W skład miejscowości wchodzą następujące części:
- Marklowice Dolne – w zachodniej części Marklowic, przy drodze wojewódzkiej nr 932, graniczą z Wodzisławiem Śląskim,
- Marklowice Górne – na wschód od Marklowic Dolnych przy drodze DW932 w kierunku Świerklan,
- Chałupki – przy drodze powiatowej, w kierunku Rybnika i Radlina,
- Grodzisko – w zachodniej części Marklowic, na południe od Marklowic Dolnych, przy granicy z Wodzisławiem Śląskim,
- Praga – na południu Marklowic, przy drodze w kierunku Połomi,
- Wilczek – na wschód od Marklowic Górnych, przy drodze DW932, na granicy ze Świerklanami.

| SIMC    | Nazwa               | Rodzaj    |
| ------- | ------------------- | --------- |
| 0944920 | Grodzisko           | część wsi |
| 0944959 | Kępa                | część wsi |
| 0945002 | Marklowice-Chałupki | część wsi |
| 0945019 | Marklowice Dolne    | część wsi |
| 0945025 | Marklowice Górne    | część wsi |
| 0945031 | Marklowice-Praga    | część wsi |
| 0945189 | Wilczek             | część wsi |

## Sport
Polonia Marklowice – klub sportowy w Marklowicach. Powstał w 1922 roku.

## Religia
Na terenie Marklowic działalność duszpasterską prowadzą następujące kościoły:
- Kościół Rzymskokatolicki
  - Parafia św. Stanisława biskupa i męczennika w Marklowicach
  - Parafia Narodzenia Najświętszej Maryi Panny w Marklowicach

## Urodzeni w Marklowicach Dolnych
- Jan Cichy – polski muzyk jazzowy[7]
- Monika Gruchmanowa – językoznawca, uczennica szkoły podstawowej w Marklowicach
- Józef Grzegorzek – polski działacz narodowy, przywódca peowiacki, uczestnik akcji plebiscytowej i III powstania śląskiego
- Kornelia Kubińska – polska biegaczka narciarska
- Alojzy Pawelec – polski lekarz, śląski działacz polityczny, senator w II RP oraz poseł na Sejm Śląski[8].